# زاك ديمبستر
زاك ديمبستر (بالإنجليزية: Zak Dempster)‏ ولد بتاريخ 27 سبتمبر 1987 في فيكتوريا، أستراليا، هو دراج أسترالي في صنف سباق الدراجات على الطريق وعلى المضمار.

## روابط خارجية
- زاك ديمبستر على موقع الاتحاد الدولي للدراجات (الإنجليزية)
- زاك ديمبستر على موقع أرشيف الدراجات (الإنجليزية)
- زاك ديمبستر على موقع إحصائيات الدراجات الإحترافية (الإنجليزية)
- زاك ديمبستر على موقع نسبة الدراجات (الإنجليزية)
- زاك ديمبستر على موقع CycleBase (الإنجليزية)